# The Kid from Spain
The Kid from Spain (Toureiro à Força (título em Portugal) ou O Meu Boi Morreu / Um Toureiro das Arábias (título no Brasil)) é um filme estado-unidense do género comédia musical, realizado por Leo McCarey, escrito por William Anthony McGuire, Harry Ruby e Bert Kalmar e protagonizado por Eddie Cantor. As canções foram compostas por Harry Ruby e Bert Kalmar. As cenas musicais foram realizadas e coreografadas por Busby Berkeley. Cantor atuou em algumas cenas com o rosto pintado de preto (blackface), participaram também do filme as Goldwyn Girls (incluindo: Betty Grable, Paulette Goddard, Toby Wing e Jane Wyman).

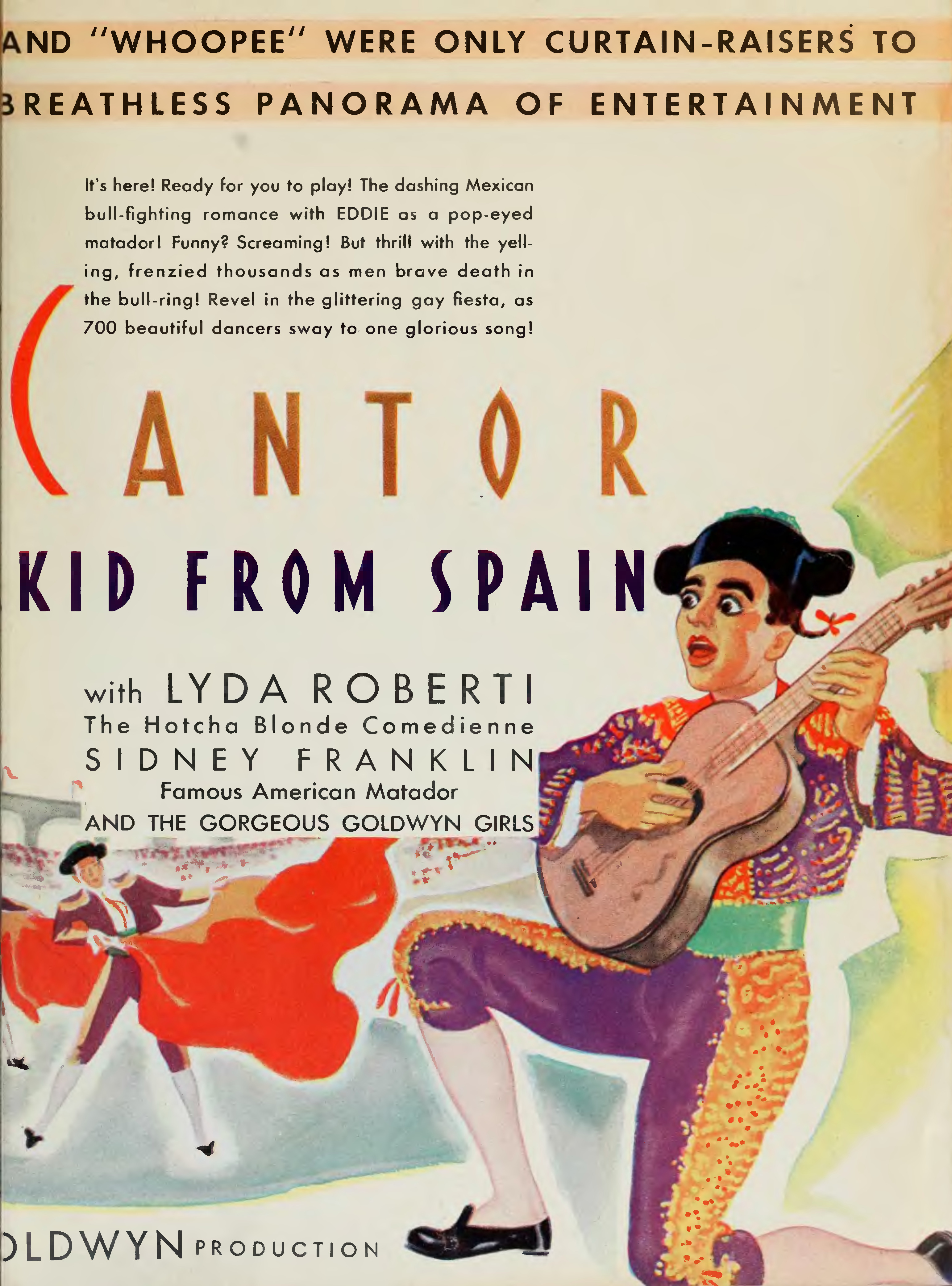
1932

Estreou-se nos Estados Unidos a 17 de novembro de 1932 e em Portugal a 6 de fevereiro de 1934.

## Elenco
- Eddie Cantor como Eddie Williams
- Lyda Roberti como Rosalie
- Robert Young como Ricardo
- Ruth Hall como Anita Gomez
- John Miljan como Pancho
- Noah Beery como Alonzo Gomez
- J. Carrol Naish como Pedro
- Robert Emmett O'Connor como detetive Crawford
- Stanley Fields como Jose
- Paul Porcasi como Gonzales
- Sidney Franklin como ele mesmo
- Francisco Alonso como toureiro (não creditado)
- Harry C. Bradley como homem da fronteira com o México (não creditado)
- Edgar Connor como manejador de touro (não creditado)
- Theresa Maxwell Conover como senhora Martha Oliver (não creditada)
- Eduardo de Castro como toureiro (não creditado)
- Eddie Foster como patrono da discoteca (não creditado)
- Harry Gribbon como guarda de trânsito (não creditado)
- Ben Hendricks Jr. como Red, ladrão de banco (não creditado)
- Paul Panzer como médico veterinário da tourada (não creditado)
- Julian Rivero como Dalmores, prisioneiro na cela com Eddie (não creditado)
- Walter Walker como decano (não creditado)
- Leo Willis como ladrão de banco (não creditado)
- Tammany Young como ladrão de banco (não creditado)
- Goldwyn Girls incluindo Betty Grable, Paulette Goddard, Toby Wing, Jane Wyman, Althea Henley, Dorothy Wellman, Toby Wing e Shirley Chambers.